# 小南
小南（コナン，Konan）是日本動漫系列《火影忍者》中的一個角色。

## 人物

### 外表與性格
小南（Konan）是「曉」中唯一的女性成員，特徵是束成簪狀的藍紫色頭髮，橙色雙眼，頭上佩戴著一朵淡藍色的花型髮飾，下唇刺有一枚唇釘。代表「白虎」的「白」字戒指，配戴在右手中指上。小南的忍術和「紙」有關，是屬於追蹤型及戰鬥型，她是唯一會稱呼培因名字的人。能把紙作為翅膀，具有飛行能力。
以「培因」為名的長門稱自己為「神」，小南則以身為神的使者「天使」自居，並排除所有威脅到「神」的人。小南仇視及想要挑戰的人，就是「神」的仇敵以及「神」所恨的人。名字取自于伊贺十一达人之一的忍者神户小南。

### 身世與經歷
在漫畫第371話中，得知了她認識自來也，對其忍術也相當的瞭解，和長門、彌彥同是一樣曾是雨忍者村的孤兒。當彌彥向三忍要食物時，小南把包裝紙折成了一朵花又送了回去，當大蛇丸建議將三人殺掉時，自來也強烈表示反對，並叫綱手和大蛇丸先回去，之後自來也收容他們一段時間，收他們做學生。在自來也口中，小時候的她是相當善良的孩子，而且很喜歡摺紙，但後來得到的消息使其誤以為她已經死了。在漫畫第446話中，揭露三人之中的彌彥死於山椒魚半藏和志村段藏的算計，而長門和小南接替他領導曉組織，日後衍變成集結了叛忍的戰爭集團。
在漫畫第511話中，透露了長門、彌彥、小南與自來也之間的回憶，當年三人接受自來也的指導，並待在某棟小屋生活了一段時期，當時四人用自來也設計的門牌卡放在牆架上作為暗號，若是將紅色面朝外表示人在屋子裡，白色面表示本人出去不在。後來彌彥成立了組織，由於人數規模變多，為了要尋覓更大的地點作為根據地，三人只得告別和自來也生活時期的小屋。在離開之前的最後一刻，三人聚在門牌卡前，約定在夢想實現的那天，要回到這間小屋與自來也一起慶祝理想的成功。小南首先把自己的門牌卡翻轉，正當彌彥準備翻轉自己的門牌卡時，出現刺客襲擊三人的所在處，長門、彌彥、小南藉由以往自來也在小屋當中設置的秘密通道躲過一劫，但從此長門和彌彥沒能再回去翻轉自己的門牌卡。

## 劇情表現

### 入潛雨隱村篇
自來也潛入雨忍者村後被培因和小南察覺，在她和自來也對戰時，她被自來也以「蛤蟆油」潑在身上導致不能施展忍術而被逮住，後得到培因的通靈獸吐出泡沬清洗乾淨身上的油污，才得以從自來也的束縛中逃離。

### 兩位救世篇
在培因捕捉完六尾後，便和培因入侵木葉，準備捕捉鳴人，並時刻留在培因的本體──長門身邊，以紙忍術保護其真身。漫畫裡一直是一個謎一樣的人物，在「曉」當中也一樣。長門死後，仇恨被化解，小南把長門和「天道」彌彥的屍骸帶回雨忍者村安葬。她脫離「曉」，並將他們兩人的夢想託付給鳴人，希望鳴人成功。

### 大戰前夕篇
之後她和鳶對峙，鳶要求交出長門的屍體。小南亦早知鳶必會前來，所以準備跟鳶一決生死。交戰過程中，小南意外獲知鳶是促使彌彥建立「曉」的幕後人物，就連長門的輪迴眼也是由鳶賦予。小南使用起爆符混在紙忍術裡襲擊了使用神威的鳶，結果使鳶受到一定程度的傷害。由於小南了解其時空間忍術的弱點，故準備了大量的起爆符施展能持續爆炸一段時間的紙海忍術「神之紙者」，但是鳶使用「伊邪那岐」躲過了爆炸，趁機繞到小南的背後，持陰陽遁棒刺穿她的身軀。最後小南不敵鳶的攻勢，表示自己會成為讓鳴人通往希望的橋樑，而她的使命已經完成，鳴人將會繼承彌彥、長門的意志來對抗鳶，隨後鳶使用瞳術取得情報並將小南給殺害。在此同時，原本長年陰雨連綿的雨隱村卻露出了難得一見的晴朗天空。
小南身故後，其中一張紙片染上小南的鮮血，隨風飄揚到當年與彌彥、長門、自來也一起生活修行的小屋，紙片剛好落在小南當年翻轉的門牌卡上，而自來也的門牌卡也早已被旁邊生長的植物壓得翻過來，四人的卡片皆以紅色面朝外的模樣掛在已經荒蕪的小屋牆上，彷彿象徵小南正式回到「家」裡，與生命中兩個最重要的同伴和自己的老師團聚。

## 個人檔案
- 实力：S级叛忍
- 性格：冷静沉著、溫柔、體貼
- 喜歡的食物：烤鱼
- 討厭的食物：炸雞塊
- 希望交战的對手：與神為敵的人
- 喜歡的话：秩序
- 興趣：摺紙，押花
- 查克拉屬性：風、水、土、陽[1]
- 忍者學校畢業年龄：??
- 中忍升級年龄: ??

## 戰績
- 勝於自來也影分身（與彌彥、長門聯手）
- 勝於各國叛忍（與彌彥、長門等聯手）
- 敗於山椒魚半藏
- 勝於赤砂蠍（為遊戲火影忍者 疾風傳：終極風暴革命的劇情，小南邀其加入曉）
- 敗於自來也
- 勝於木葉众忍
- 亡於宇智波帶土（鳶）

## 忍術和技能
小南的忍術和技能都是利用紙發動的招式，結合引爆符能發揮更加強大的殺傷力。但是能將紙燒毀的火遁忍術、能限制其行動的油以及油女一族的使蟲祕術都會剋制紙遁的發揮程度。
| 招式名稱    | 簡介 | 種類 | 等級 |
| ----------- | --- | ---- | ---- |
| 式紙之舞    | 小南擅長之術，分解自己的身體為大量的紙，除了考查敵人的活動以外，也可以攻撃。                                                 | 忍   | B    |
| 式紙之舞·嵐 | 把大量的紙片發散到敵人周圍,再用那些紙引起強大的旋風將敵人捲走,可對付大量的敵人                                               | 忍   | S    |
| 折返紙      | 射出紙飛彈射擊敵人 | 忍   | B    |
| 紙分身      | 用紙片分出多個自己，可夾雜引爆符引爆增加威力。                                                                               | 忍   | C    |
| 紙吹雪      | 在身體周圍用紙片引起小型旋風攻擊敵人                                                                                         | 忍   | B    |
| 紙手裏劍    | 用紙片當做手裏劍射擊敵人，可夾雜引爆符增加威力。                                                                             | 忍   | D    |
| 紙天使      | 用紙片形成天使般的翅膀飛行。                                                                                                 | 忍   | A    |
| 紙時雨      | 用紙片形成天使般的翅膀，射出大量的紙片刺穿對手，可夾雜引爆符引爆增加威力。                                                   | 忍   | S    |
| 天紙轉生    | 用紙片形成像天使的翅膀後用翅膀邊旋轉邊把敵人打到空中後再從空中把敵人擊落                                                     | 忍   | S    |
| 神之紙者    | 將埋伏四周的紙海現形，並在中間拉出一條縫隙讓對手墜落再封入其中，小南曾以六千億張引爆符使用此招，並引發長達十分鐘的猛烈爆炸。 | 忍   | 禁   |